# Princ Rahotep
Rahotep je bio egipatski princ 3. i 4. dinastije. 

## Etimologija
Rahotepovo ime znači "Ra je zadovoljan". Ra je bog Sunca, koji je u 4. dinastiji postao vrlo važan za faraone te se njegovo ime često upotrebljava u imenima kraljevske obitelji te dinastije.

## Životopis
Rahotep je bio sin faraona Snofrua, osnivača 4. dinastije i njegove prve žene. Snofru se prvi put oženio još kao krunski princ te je s prvom ženom imao četiri sina: Nefermaata, Rahotepa, Ranefera i jednog kojem je ime nepoznato. Rahotep je rođen na kraju 3. dinastije. Rahotepova teta, glavna Snofruova žena, bila je Heteferes I., majka Snofruovog nasljednika Kufua, Rahotepovog mlađeg polubrata. 
Rahotep je živio na dvoru, ali je obavljao i neke poslove. Bio je Raov svećenik u Heliopolu, general, gospodar Pea, jednog od svetih gradova. Rahotepov naslov bio je "fizički kraljev sin", kako bi se naglasila njegova povezanost sa Snofruom.
Dama Nofret je bila Rahotepova žena. Njezini roditelji nisu poznati, ali je živjela na dvoru kao plemkinja. Udajom za Rahotepa postala je princeza supruga. Par je imao šestero djece: sinove Džedija, Neferkaua i Itua te kćeri Mereret, Nedžemib i Settet.
Svi sinovi koje je Snofru imao s prvom ženom su umrli prije njega, pa tako dakle i Rahotep. Prijestolje je na kraju predano Kufuu.

## Grobnica
Rahotep i Nofret su pokopani u mastabi 6 u Meidumu, blizu piramide za koju se prije smatralo da pripada Rahotepovom djedu Huniju. Rahotep je pokopan u sobi A, a njegova žena u sobi B.

## Kipovi
U mastabi su 1871. nađena dva prelijepa kipa koja prikazuju Rahotepa i Nofret. Rahotep je prikazan na prijestolju, odjeven u bijelu tkaninu oko bokova, s desnom rukom na prsima. Njegovo je tijelo mišićavo, a kosa mu je kratka i crna. Najzanimljiviji detalji kipa su brkovi, koji su bili vrlo neuobičajeni za muškarca u drevnom Egiptu. 
U kipove su kao oči umetnuti kristali koji ih čine vrlo realističnima. Kad su radnici prvi put otvorili grobnicu, pobjegli su u strahu jer su pomislili da gledaju žive ljude, zbog zrcaljenja svjetlosti baklji u kristalima koji čine oči.
Kipovi se sada nalaze u Egipatskom muzeju u Kairu.

## Vanjske poveznice
|  | Zajednički poslužitelj ima još gradiva o temi Princ Rahotep |